# Edgar Chance

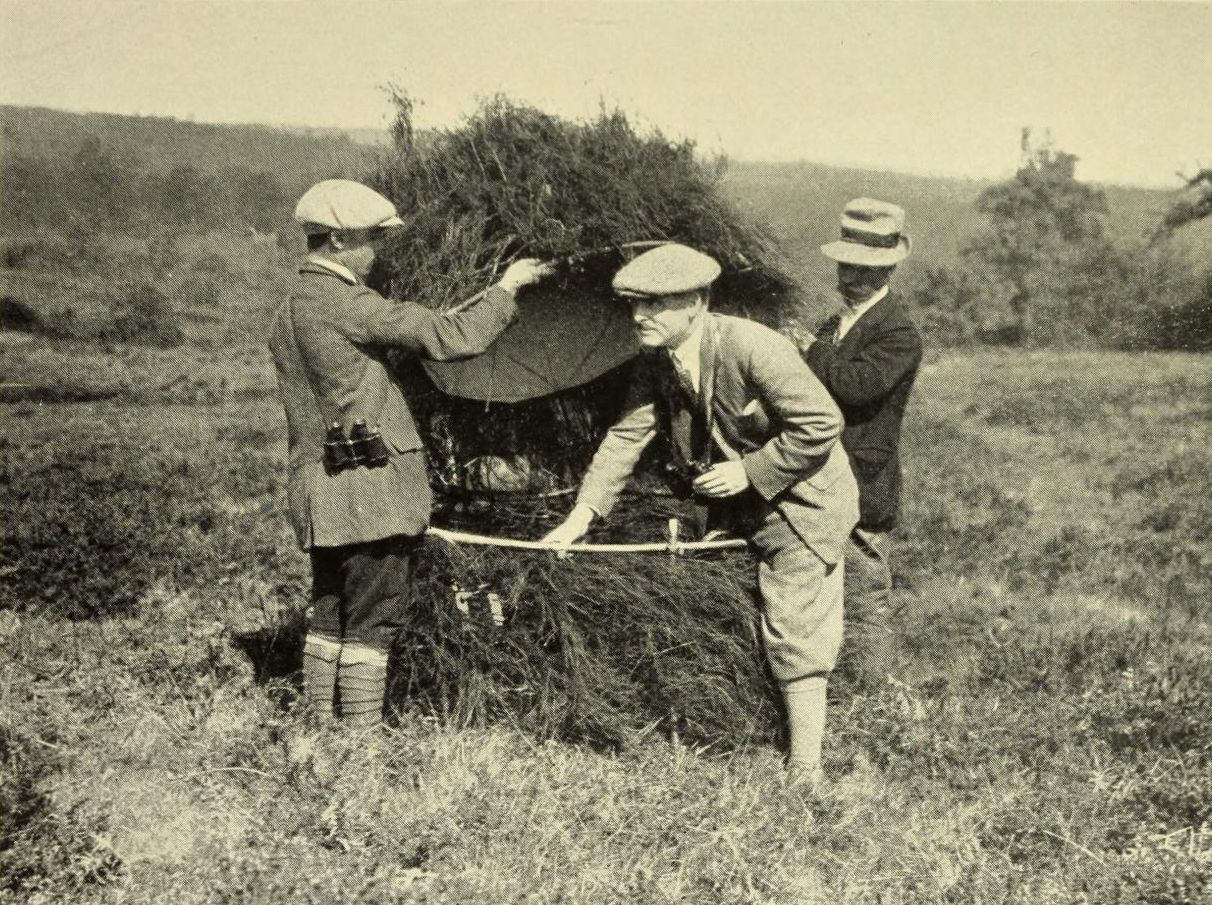

Edgar Chance (ur. 1881, zm. 1955) – brytyjski ornitolog i oolog. Szczególnie interesował się życiem kukułek. Swoje obserwacje opierał głównie na badaniach jaj tego gatunku, w 1922 roku ustanowił światowy rekord zbioru jaj podczas jednego sezonu lęgowego (25). W tym samym roku został autorem jednego z pierwszych filmów przyrodniczych „Tajemnice przyrody: sekret kukułek”. Był też autorem książek opisujących życie i zwyczaje tego gatunku: „Sekret kukułek” wydana w 1922 roku, oraz „Prawda o kukułkach” wydana w 1940 roku.